# Ганс Бузек
Йоганн «Ганс» Бузек (нім. Johann 'Hans' Buzek, нар. 22 травня 1938, Відень) — австрійський футболіст, нападник.
Насамперед відомий виступами за клуби «Ферст Вієнна» та «Аустрія» (Відень), а також національну збірну Австрії.

## Клубна кар'єра
У дорослому футболі дебютував 1954 року виступами за команду клубу «Ферст Вієнна», в якій провів вісім сезонів, взявши участь у 163 матчах чемпіонату.  Більшість часу, проведеного у складі «Ферст Вієнна», був основним гравцем атакувальної ланки команди. У складі «Ферст Вієнна» був одним з головних бомбардирів команди, маючи середню результативність на рівні 0,85 голу за гру першості.
Своєю грою за цю команду привернув увагу представників тренерського штабу клубу «Аустрія» (Відень), до складу якого приєднався 1963 року. Відіграв за віденську команду наступні чотири сезони своєї ігрової кар'єри. Граючи у складі віденської «Аустрії» також здебільшого виходив на поле в основному складі команди. В новому клубі був серед найкращих голеодорів, відзначаючись забитим голом в середньому щонайменше у кожній другій грі чемпіонату.
Згодом з 1967 по 1972 рік грав у складі команд клубів «Вінер Шпорт-Клуб», «Дорнбірн» та «Рапід» (Відень).
Завершив професійну ігрову кар'єру у нижчоліговому клубі «Аустрія» (Клагенфурт), за команду якого виступав протягом 1972—1973 років.

## Виступи за збірну
1955 року дебютував в офіційних матчах у складі національної збірної Австрії. Протягом кар'єри у національній команді, яка тривала 15 років, провів у формі головної команди країни 42 матчі, забивши 9 голів.
У складі збірної був учасником чемпіонату світу 1958 року у Швеції.

## Титули і досягнення
- Чемпіон Австрії (2):

«Ферст Вієнна»: 1954–55
«Аустрія» (Відень): 1962–63
- Володар Кубка Австрії (1):

«Аустрія» (Відень): 1962–63, 1966–67
«Рапід» (Відень): 1971–72
- Найкращий бомбардир чемпіонату Австрії (2):

«Ферст Вієнна»: 1955–56
«Аустрія» (Відень): 1965–66